# Географія Івано-Франківської області
Івано-Франківська область розташована на заході України, у гірській і передгірній частинах Українських Карпат.

## Умовні кордони
На півдні виходить до державного кордону з Румунією. Решта її меж пролягли між сусідніми областями: Львівською, Тернопільською, Чернівецькою і Закарпатською. На півдні Івано-Франківщини простяглися хребти Карпатських гір. Вони охоплюють не тільки частину України, але й сусідніх держав.

## Крисні копалини
На крутих обривистих берегах річок, у кар'єрах можна спостерігати породи, які залягають на різній глибині. Також є паливні ресурси: нафта, природний газ, вугілля.

## Клімат
Часто вітри приносять тепле і вологе повітря взимку, чи прохолодне під час спекотного літа з місцевостей, що розташовані за сотні й тисячі кілометрів від нас. Середні температури січня -4, -6, липня +18, +19 градусів. У горах клімат холодніший. В літку часто випадають дощі.

## Населення
У її межах розміщено 15 міст, у яких проживає близько 500 тисяч осіб. За чисельністю населення серед областей України Івано-Франківщина займає п'ятнадцяте місце.

## Туризм
Туристи із задоволенням знайомляться з пам'ятками і музеями Івано-Франківська та Коломиї, проходять стежками славного ватажка карпатських опришків Олекси Довбуша.